# Kálmán Kánya
Kálmán Kánya (7. listopadu 1869 Šoproň – 28. února 1945 Budapešť) byl ministr zahraničí Maďarska v éře regenta Miklóse Horthyho. Účastnil se návštěvy maďarské vládní delegace u Adolfa Hitlera přibližně měsíc před Mnichovskou dohodou, kde se Maďarsko zavázalo podílet se na vojenském napadení Československa, tzv. plánu „Fall Grün“.